# كيفين دوبويه
كيفين دوبويه (بالفرنسية: Kévin Dupuis)‏ هو لاعب كرة قدم فرنسي في مركز الهجوم، ولد في 14 يناير 1987 في مارسيليا في فرنسا. شارك مع منتخب فرنسا تحت 17 سنة لكرة القدم. أما مع النوادي، فقد لعب مع نادي أورليانز ونادي تولوز ونادي روديز ونادي شاتورو ونادي كورتريك ونادي لوزان.

## وصلات خارجية
- كيفين دوبويه على موقع رابطة كرة القدم الفرنسية للمحترفين (الإنجليزية)
- كيفين دوبويه على موقع قاعدة بيانات كرة القدم.إي يو (الإنجليزية)
- كيفين دوبويه على موقع ليكيب (الفرنسية)
- كيفين دوبويه على موقع Soccerway.com (الإنجليزية)